# Rhagodia persica
Espèce
Rhagodia persica est une espèce de solifuges de la famille des Rhagodidae.

## Distribution
Cette espèce est endémique d'Iran.

## Description
La femelle holotype mesure 12 mm.

## Étymologie
Son nom d'espèce lui a été donné en référence au lieu de sa découverte, la Perse.

## Publication originale
- Roewer, 1941 : Solifugen 1934-1940. Veröffentlichungen aus dem Deutschen Kolonial und Uebersee-Museum in Bremen, vol. 3, no 2, p. 97-192 (texte intégral).